# هنري داميان يونكر
هنري داميان يونكر (بالألمانية: Henry Damian Juncker)‏ (و. 1809 – 1868 م) هو كاهن كاثوليكي من ألمانيا، والولايات المتحدة، توفي في ألتون، عن عمر يناهز 59 عاماً.

## مناصب
تولى منصب أسقف كاثوليكي (منذ 26 أبريل 1857)
- مطران  [لغات أخرى]‏

.